# Eden (prénom)
Pour les articles homonymes, voir Eden.
Eden est un prénom anglophone issu du vieil anglais Eadun (ead, prospérité et un, ourson). C'est également un prénom hébréophone signifiant  « délices ».

## Personnalités
- Eden Hazard
- Eden Avital
- Eden Ben Basat
- Eden Donatelli
- Eden Ducourant
- Eden Massouema
- Eden Phillpotts
- Eden Riegel
- Eden Sequeira
- Eden Shamir
- Eden Sher